# Arthenac
 Arthenac  es una población y comuna francesa, en la región de Poitou-Charentes, departamento de Charente Marítimo, en el distrito de Jonzac y cantón de Archiac.

## Demografía
| 407 | 398 | 351 | 305 | 331 | 312 |
| Para los censos de 1962 a 1999 la población legal corresponde a la población sin duplicidades (Fuente: INSEE [Consultar]) |     |     |     |     |     |